# Gangsa

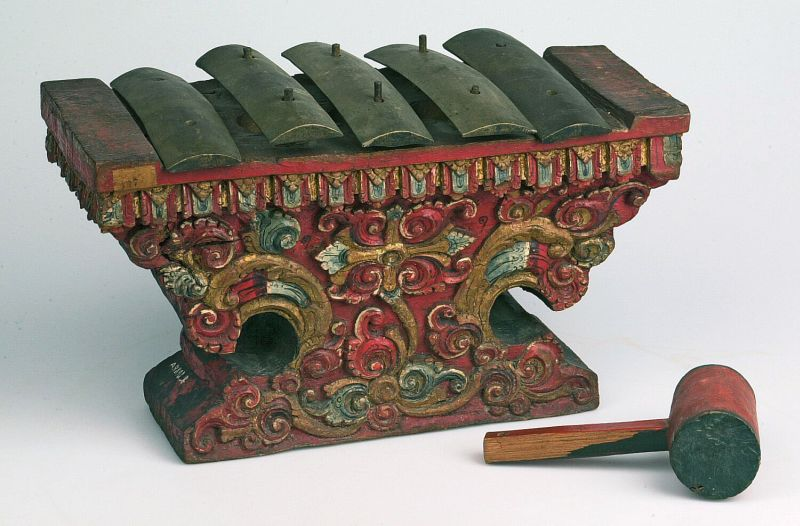
Gangsa uit een Balinese Semar Pegulingan gamelan

Een gangsa is een muziekinstrument dat in bepaalde typen van Indonesische gamelan-ensembles wordt gebruikt. Het is een metallofoon die eenstemmig wordt bespeeld. Het instrument wordt met een hamertje aangeslagen.